# Boyes Hot Springs
Boyes Hot Springs é uma Região censo-designada localizada no estado americano da Califórnia, no Condado de Sonoma.

## Demografia
Segundo o censo americano de 2000, a sua população era de 6665 habitantes.

## Geografia
De acordo com o United States Census Bureau tem uma área de 2,7 km², dos quais 2,7 km² cobertos por terra e 0,0 km² cobertos por água. 

## Localidades na vizinhança
O diagrama seguinte representa as localidades num raio de 8 km ao redor de Boyes Hot Springs. 